# Liliane Léger
Pour les articles homonymes, voir Léger.
Liliane Léger, née le 22 août 1944 à Charenton-le-Pont est une physicienne française.

## Biographie
Après des classes préparatoires au Lycée Pasteur, Neuilly, Liliane Léger est inscrite à l'IPES de l'Université de Paris. Elle obtient une licence ès sciences mathématiques et un certificat de licence : Physique Atomique et Moléculaire. Elle suit les cours du DEA de physique des solides à Orsay en 1967-1968. Elle entre au laboratoire de physique des solides d'Orsay dans le groupe des cristaux liquides, sous la direction de Georges Durand et Madeleine Veyssié en 1968. En 1971, elle soutient une thèse de doctorat de troisième cycle intitulé "Étude expérimentale des fluctuations thermiques d'orientation dans un cristal liquide nématique, par diffusion quasi-élastique de la lumière" (sous la direction de Georges Durand). Elle soutient sa thèse d'Etat sous la direction de P.-G. de Gennes en 1975 sur l'étude expérimentale des propriétés élastiques et dynamiques de certaines phases mésomorphes.
En 1977, elle rejoint l'équipe Polymères au Collège de France. En 1985, elle devient responsable de l'équipe Polymères au Collège de France. Elle est élue professeur à l'Université Paris-Sud en 1988. En décembre 2005, elle retourne à Orsay et crée avec Frédéric Restagno, puis Christophe Poulard  l'équipe AFPO (Adhésion friction et polymère)au Laboratoire de physique des solides à Orsay. Elle est professeur émérite depuis septembre 2009.

## Récompenses
- 1990 : Membre senior à l'Institut Universitaire de France, renouvelé en 2000[1]
- 2004 : Prix Robin de la Société Française de Physique[2]
- 2005 : Kirk Patrick Fellow of the Adhesion Society[3]
- 2007 : 3M Award, Adhesion Society[4]
- 2006 :  Chevalière de la Légion d'honneur[5]
- 2015 : Fellow of the American physical society[6]
- 2021 : Prix d'Honneur du Groupe Français des Polymères[7]

## Publications majeures
La liste complète des publications est disponible sur Google Scholar.
- Silanation of silica surfaces. A new method of constructing pure or mixed monolayers, P Silberzan, L Leger, D Ausserre, JJ Benattar, Langmuir 7 (8), 1647-1651
- Direct experimental evidence of slip in hexadecane: solid interfaces, R Pit, H Hervet, L Leger, Physical review letters 85 (5), 980
- Slip transition of a polymer melt under shear stress, KB Migler, H Hervet, L Leger, Physical review letters 70 (3), 287
- Reptation in entangled polymer solutions by forced Rayleigh light scattering, L Leger, H Hervet, F Rondelez, Macromolecules 14 (6), 1732-1738
- Fringe pattern photobleaching, a new method for the measurement of transport coefficients of biological macromolecules., J Davoust, PF Devaux, L Leger, The EMBO journal 1 (10), 1233-1238